# إيميليانو بوريتا
إيميليانو بوريتا (بالإسبانية: Emiliano Purita)‏ (25 مارس 1997 ببوينس آيرس في الأرجنتين - ) هو لاعب كرة قدم أرجنتيني في مركز الوسط.

## روابط خارجية
- إيميليانو بوريتا على موقع اتحاد أوكرانيا (الإنجليزية)
- إيميليانو بوريتا على موقع قاعدة بيانات كرة القدم.إي يو (الإنجليزية)
- إيميليانو بوريتا على موقع Soccerway.com (الإنجليزية)